# Języki kalifornijskie
Języki kalifornijskie – gałąź indiańskich języków atapaskańskich wybrzeża Oceanu Spokojnego dzieląca się na dwie podgrupy: hupa i mattole-wailaki.

## Podział
- Język hupa
- Języki mattole-wailaki
  - Język kato
  - Język mattole
  - Język wailaki